# Stenilema subaurantiaca
Stenilema subaurantiaca är en fjärilsart som beskrevs av Embrik Strand 1912. Stenilema subaurantiaca ingår i släktet Stenilema och familjen björnspinnare. Inga underarter finns listade i Catalogue of Life.